# Saint-Victor de Marseille

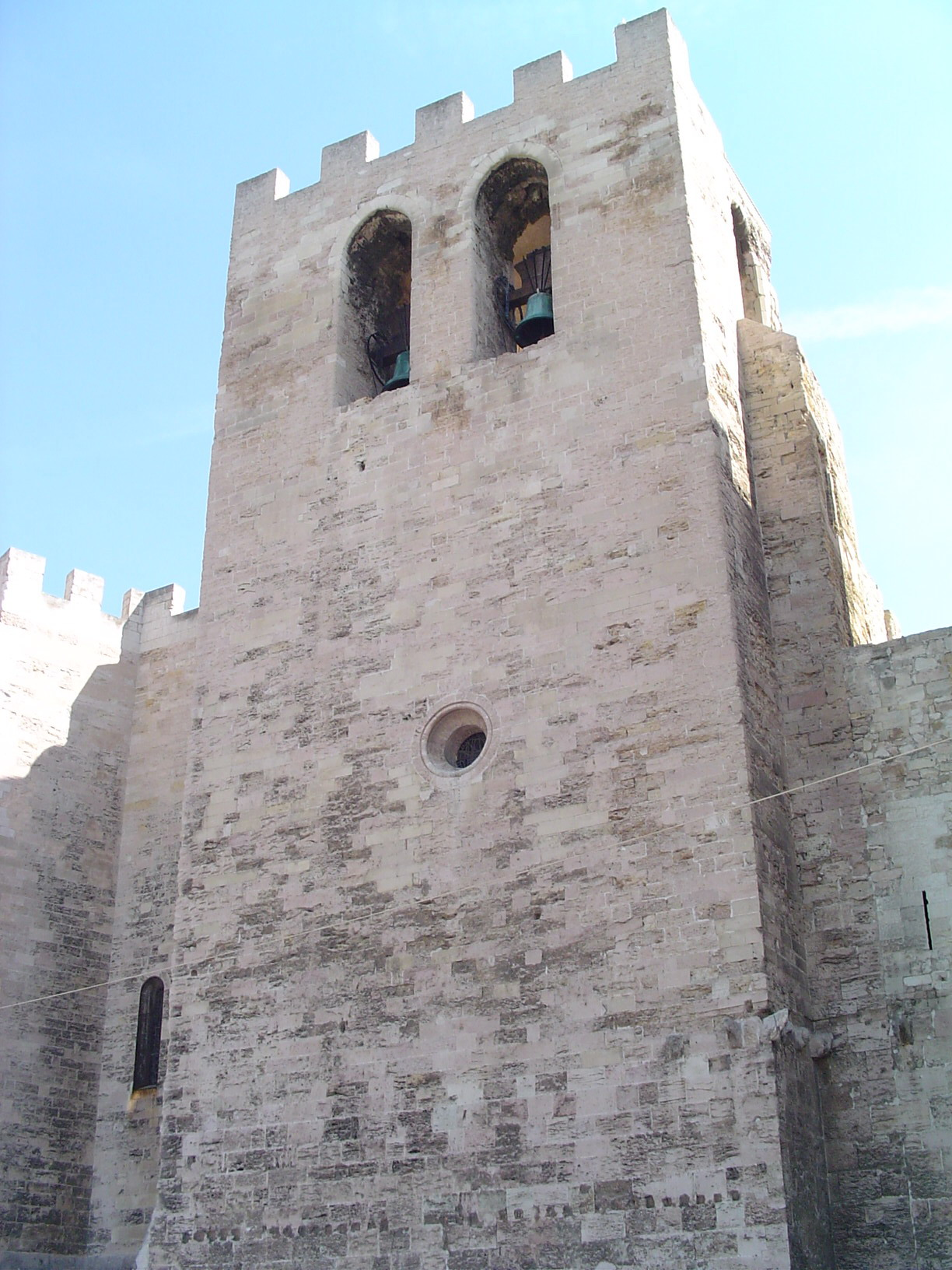
Befäst torn på klostret Saint Victor i Marseille

Klostret Saint-Victor de Marseille är ett före detta kloster i Marseille i södra Frankrike. Klostret uppkallades efter den kristna romerska soldaten och martyren Viktor av Marseille. Enligt kristen tradition grundade Johannes Cassianus två kloster namngivna efter Sankt Viktor, ett för män och ett för kvinnor, på den nuvarande platsen. Båda klostren förstördes av morerna under den islamiska expansionen, antingen år 731 eller 838. Ingen återuppbyggnad skedde förrän i mitten av 1000-talet, nunneklostret återinstallerades aldrig.
Guillaume de Grimaud, som senare blev påve under namnet Urban V, tjänstgjorde som abbot från 2 augusti 1361 och Jules Mazarin, efterträdare till kardinal Richelieu var abbot 1655. Den 17 december 1739 upplöstes klostret av Clemens XII. Det enda som idag återstår, i religiös mening, är kyrkan Saint-Victor som invigdes av Benedictus IX år 1040 och omvandlades till en mindre basilika av påve Pius XI 1939.